# Altenberg, Sächsische Schweiz-Osterzgebirge
Altenberg (phát âm tiếng Đức: [ˈaltənbɛɐ̯k]) là một thị xã ở huyện Sächsische Schweiz-Osterzgebirge, bang Sachsen, Đức. Đô thị Altenberg có diện tích 89,74 km².. Đô thị này tọa lạc ở dãy núi Ore, gần biên giới với Cộng hòa Séc, 15 km về phía tây bắc của Teplice, và 32 km về phía nam của Dresden.